# Trichaptum variabilis
Trichaptum variabilis är en svampart som beskrevs av Ryvarden & Iturr. 2003. Trichaptum variabilis ingår i släktet Trichaptum och familjen Polyporaceae.   Inga underarter finns listade i Catalogue of Life.